# Eral
Eral é uma panchayat (vila) no distrito de Toothukudi, no estado indiano de Tamil Nadu.

## Geografia
Eral está localizada a 8° 38′ N, 78° 01′ L. Tem uma altitude média de 13 metros (42 pés).

## Demografia
Segundo o censo de 2001,  Eral  tinha uma população de 9284 habitantes. Os indivíduos do sexo masculino constituem 49% da população e os do sexo feminino 51%. Eral tem uma taxa de literacia de 81%, superior à média nacional de 59.5%: a literacia no sexo masculino é de 84% e no sexo feminino é de 78%. Em Eral, 11% da população está abaixo dos 6 anos de idade.